# Francisco Villa, Galeana
Francisco Villa är en ort i Mexiko.   Den ligger i kommunen Galeana och delstaten Nuevo León, i den centrala delen av landet, 600 km norr om huvudstaden Mexico City. Francisco Villa ligger 1 888 meter över havet och antalet invånare är 191.
Terrängen runt Francisco Villa är varierad. Runt Francisco Villa är det mycket glesbefolkat, med 5 invånare per kvadratkilometer. Närmaste större samhälle är San Joaquín, 11,4 km nordväst om Francisco Villa. Omgivningarna runt Francisco Villa är i huvudsak ett öppet busklandskap.